# Bolsaja Szosznova-i járás

A Bolsaja Szosznova-i járás a Permi határterületen

A Bolsaja Szosznova-i járás (oroszul Большесосновский район) Oroszország egyik járása a Permi határterületen. Székhelye Bolsaja Szosznova.

## Népesség
- 1989-ben 16 955 lakosa volt.
- 2002-ben 15 295 lakosa volt, melynek 92,9%-a orosz, 2,4%-a udmurt, 1,3%-a tatár nemzetiségű.
- 2010-ben 13 215 lakosa volt, melyből 12 361 orosz, 223 udmurt, 147 tatár, 102 komi stb.